# Herbert P. Raabe
Herbert P. Raabe (* 15. August 1909 in Halle (Saale); † 25. August 2004 in Rockville (Maryland)) war ein deutscher Elektrotechniker.

## Leben
Seine Eltern waren Theodor Raabe und Katharina, geb. Schneider. Er besuchte die Humboldt Oberrealschule in Zeitz und studierte anschließend Elektrotechnik an der TU Berlin, wo er 1939 mit der Dissertation Untersuchung der Zeit Multiplex Übertragung promovierte. Sie präsentiert das Abtasttheorem und seine Anwendung auf Zeitmultiplex-Übertragung. Veröffentlicht wurde sie in der Zeitschrift Elektrische Nachrichtentechnik Nr. 16, S. 213–228. Er gilt daher auch als Vater des digitalen Abtasttheorems (WKS-Abtasttheorem). Er wurde zweiter Assistent von Wilhelm Stäblein.
Im Zweiten Weltkrieg entwickelte er Radartechnik am Heinrich-Hertz-Institut für Schwingungslehre. Danach büßte er als NSDAP-Mitglied seine Stelle im Zuge der Entnazifizierung der Universitäten ein und widmete sich der Entwicklung eines Mikrofilm-Wiederherstellungs-Systems.
1940 hatte er Charlotte Lettau († 1952) geheiratet, mit der er den Sohn Wolfram († 1957) hatte.
Später heiratete er Hildegard Zumbusch († 17. Juni 2009, in Potomac, MD), mit der er vier Kinder hatte.
1946 war er am Kommunikations-Institut der Sowjetischen Militär-Administration tätig, wo er ein Infraschall-Signal- und Kontrollsystem entwickelt. Er schlug auch ein elektronisches Telefon-Vermittlungssystem vor. Ab 1947 arbeitete er, auf Einladung der US Air Force, als technischer Berater des Aerial Reconnaissance Laboratory an der Wright-Patterson Air Force Base in Dayton, Ohio. Seine Arbeit beinhaltete die Entwicklung eines Interferometer für die Analyse von Radar-Impulsen eines gemeinsamen Dreh-Wellenleiter für Dual-Kanäle.
1956 trat er der Elektronik-Abteilung der General Mills, Inc. bei, die 1963 mit der Firma Litton Industries fusionierte. Er entwickelte neuartige Radar-Technologien und Elektronische Gegenmaßnahmen (ECM), sowie passive Kommunikationssatelliten und optische Sensoren für die Stabilisierung von Satelliten. 1962 stellte er seine Arbeit über passive Satelliten auf der XIII. International Astronautics Konferenz in Varna, Bulgarien vor.
Von 1966 bis 1974 war er eingesetzt bei der IBM Federal Systems Division, wo er an der Roman ECM-Technologie arbeitete, an der Analyse von Radar-Echos und an retrodirektiven Antennen-Arrays. Er empfahl der NASA auch ein Mikrowellenlandesystem (MLS) für das Space Shuttle. In einem internationalen Wettbewerb der NASA schlug er ein Instrumentenlandesystem (ILS) vor, womit er den 1. Platz gewann, was aber nicht eingesetzt wurde.
Ab 1968 lebte er in Potomac, Maryland. Er war Mitglied des Institute of Electrical and Electronics Engineers, dem Amerikanischen Institut für Luft- und Raumfahrt und ein Ehrenmitglied der Vereinigung für die Raumfahrt. Er erhielt 19 Patente und veröffentlichte 15 Schriften. Nach seiner Pensionierung im Jahre 1974 entwickelte er einen neuartigen Plattenspieler-Tonarm.

## Veröffentlichungen
- Characteristics of passive Communication satellites with Lambertian surfaces; NASA technical Note D-1841; September 1963 (Online; PDF; 2,9 MB)